# Ödholm
Ödholm är en ö i Åland (Finland). Den ligger i Skärgårdshavet och i kommunen Brändö i landskapet Åland, i den sydvästra delen av landet. Ön ligger omkring 71 kilometer nordöst om Mariehamn och omkring 220 kilometer väster om Helsingfors.
Öns area är 22,7 hektar och dess största längd är 0,9 kilometer i nord-sydlig riktning.